# Преженцов, Яков Богданович
Яков Богданович Преженцов (24 августа 1854 — 10 июня 1911, Орловская губерния) — русский военный деятель, генерал от кавалерии (1908). Военный писатель

## Биография

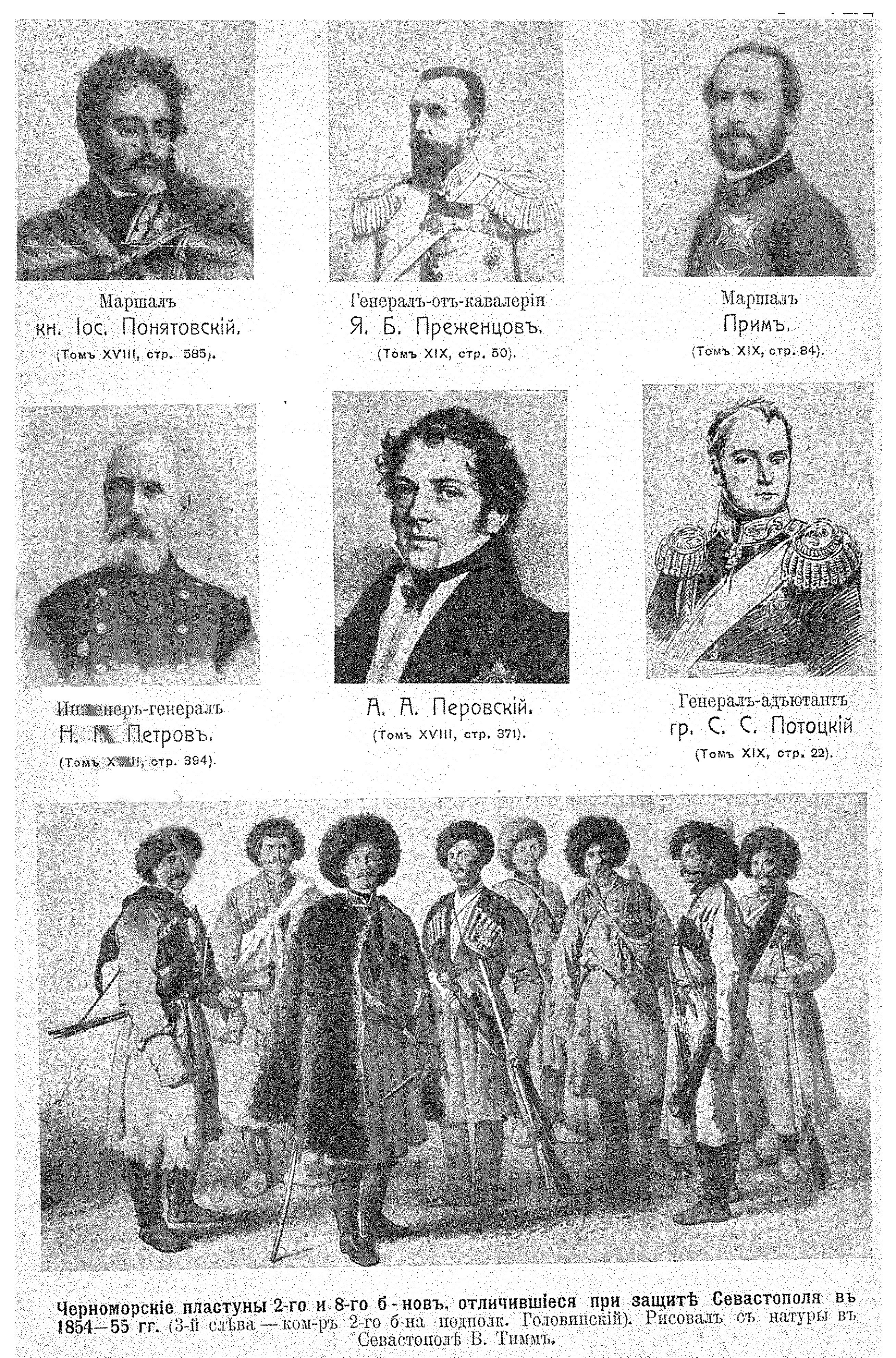
Лист иллюстраций из 18-го тома Военной энциклопедии Сытина. Я. Б. Преженцов — в центре в верхнем ряду

Родился в 1854 году. Православный. Из дворян Гродненской губернии. Отец — Богдан Петрович Преженцов (ум. 1866), кавалер ордена Святого Георгия 4 степени (1854), на момент награждения — полковник, в дальнейшем — генерал-лейтенант (1864). Младший брат — Александр Богданович Преженцов (1859—1915), генерал-лейтенант.
Образование: Пажеский корпус (1873), Николаевская академия Генерального штаба (1880).
Долгое время служил в Санкт-Петербурге в Лейб-гвардии. 
На пике карьеры занимал следующие должности:
- (Обер)-офицер, затем и. д. штаб-офицера, затем штаб-офицер для поручений при штабе войск гвардии и Петербургского военного округа (1882—1891; с 1888 года — полковник).
- Начальник штаба 2-я гвардейской кавалерийской дивизии (1891—98; в чине полковника)
- Командир Кирасирского Его Величества лейб-гвардии полка (1898–1903; с 1898 — генерал-майор; с 1902 года — генерал-майор Свиты)
- Генерал для особых поручений при главнокомандующем войсками гвардии и Петербургского военного округа (1904—1905)
- Начальник штаба генерал-инспектора кавалерии (1905—1908)
- Начальник 9-й кавалерийской дивизии (со штаб-квартирой в Киеве; в 1908 году; в чине генерал-лейтенанта).

30 декабря 1908 года Преженцов был произведён в генералы от кавалерии при выходе в отставку.
Преженцов был известным в своё время военным историком, а также военным писателем — автором прикладных, практических работ, которые были востребованы офицерством русской армии (некоторые из них при жизни автора выдержали 4—5 изданий). Книги Я. Б. Преженцова имелись в личной библиотеке великого князя Михаила Александровича. Некоторые сочинения написал в соавторстве с М. Н. Кайгородовым (1853—1918).
Был женат, имел двоих детей. 
Скончался в 1911 году. 
В Военной энциклопедии Сытина статья о Я. Б. Преженцове должна была быть опубликована в 19-м томе, который, из-за начала Первой мировой войны, а затем и революции, не был издан. Портрет Преженцова к запланированной статье вошёл в 18-й том (1914 года издания).

## Сочинения
Ссылки ведут на оцифрованные тексты в свободном доступе из собрания РГБ
- Сборник тактических задач к планам западного пограничного пространства (одобрены цирк. Глав. штаба 1884 г. № 204) со справочными сведениями и примерными решениями / Сборник тактических задач к планам западного пограничного пространства (одобрены цирк. Глав. штаба 1884 г. № 204) с военной игрой и примерными решениями / Сост. Ген. штаба кап. М. Кайгородов и Я. Преженцов. - Санкт-Петербург : тип. Штаба войск гвардии и Петерб. воен. окр., 1884. - 345 с. (книга выдержала несколько изданий)
- Пособие для полевых и зимних тактических занятий / Сост. Я. Преженцов и М. Кайгородов. - Санкт-Петербург : тип. Штаба войск Гвардии и Петерб. воен. окр., 1885. - [2], XII, II, 467 с., 32 л. ил. : черт.; 15 (второе издание — 1887, третье — 1890, четвёртое — 1894, пятое — 1896)
- Кениггрецкое сражение 3 июля 1866 года / Сост. Ген. штаба подполк. Я. Преженцов. - Санкт-Петербург : В. Березовский, 1888. - 39 с., 1 л. план.; 24. - (Австро-Прусская война 1866 года)
- Кавалерия впереди фронта армии / Ген. штаба подполк. Я. Преженцов. - Санкт-Петербург : тип. Деп. уделов, 1887. - [4, 88 с., 3 л. карт.; 2]
- Кавалерия на поле сражения / Сост. Ген. штаба подполк. Я. Преженцов. - Санкт-Петербург : тип. Деп. уделов, 1888. - [2, 81 с., 5 л. ил.; 24.]
- Государственное ополчение : Ист. очерк : С прил.: Положения о государственном ополчении, правил, инструкций и форм до организации ополчения и порядка призыва на службу ратников относящихся / Сост. Ген. штаба полк. Я. Преженцов. - Санкт-Петербург : тип. Тренке и Фюсно, 1889. - 180 с. : ил.; 22.
- Полевая служба передового конного отряда / Сост. Ген. штаба полк. Я. Преженцов. - Санкт-Петербург : тип. Гл. упр. уделов, 1894. - [2], 29 с.; 24. 
  - Полевая служба передового конного отряда / Сост. Ген. штаба полк. Я. Преженцов. - 2-е изд. - Санкт-Петербург : тип. Э. Арнгольда, 1896. - 32 с.; 24.
- Тактические занятия в кавалерии и учения с обозначенным противником эскадрона и полка / Сост. полк. Я. Преженцов. - Санкт-Петербург, 1895
  - Тактические занятия в кавалерии и учения с обозначенным противником эскадрона и полка / Сост. полк. Я. Преженцов. - 2-е изд. - Санкт-Петербург : В. Березовский, 1896. - 46 с.; 24
- Конная артиллерия с кавалерией в бою / Соч. Я. Преженцова. - Санкт-Петербург : тип. Гл. упр. уделов, 1896. - 24 с.; 24.
- Чертежи боевых порядков кавалерии с конной артиллерией (построения и перестроения) и схемы проектов учений с обозначенным противником / Схемы проектов учений с обозначенным противником / Сост. Я. Преженцов. - Санкт-Петербург : хромо-лит. Р.В. Хорн, 1897. - [2] с., 29 л. черт.; 26х38.
- Сборник военных бесед (разработанных тем) для офицерских собраний : [вып. 1-2] / составил Я. Преженцов. - Санкт-Петербург : В. Березовский, 1897-1898. Вып. 1: Лесной бой. - 1897. - [4], IV, 58, [1] с., [6] л. план.
- Сборник военных бесед (разработанных тем) для офицерских собраний : [вып. 1-2] / составил Я. Преженцов. - Санкт-Петербург : В. Березовский, 1897-1898. Вып. 2: Действия на реках. - 1898. - [2], II, 127, [1] с., [9] л. план.
  - Сборник военных бесед (разработанных тем) для офицерских собраний : [вып. 1-2] / составил Я. Преженцов. - Санкт-Петербург : В. Березовский, 1897-1898. - 22 см.
- Книжка разведчика: Сведения, знание коих обязательно согласно «Наставления для ведения занятий с разведчиками в кавалерии» : Текст согласован с «Уставом полевой службы», объявлен. в приказе по Воен. вед. 1901 г., № 66 / Сост. Я. Преженцов. - Санкт-Петербург : Воен. тип., 1901. - VI, 75 с.; 19.

### Переводы
- Джонсон, Ричард Фрэнсис (1852-). Ночные атаки : Исслед. ноч. действий войск / [Соч.] Кап. Джонсона, командира бригады Корол. артиллерии; Пер. с англ., под ред. Ген. штаба полк. Я. Преженцова. - Санкт-Петербург : В. Березовский, 1890. - 168 с., 1 л. план.; 21.

## Награды
Российские
- Орден Святого Станислава 3 степени (1878)
- Орден Святой Анны 3 степени (1881)
- Орден Святого Станислава 2 степени (1883)
- Орден Святого Владимира 4 степени (1886)
- Орден Святой Анны 2 степени (1891)
- Орден Святого Владимира 3 степени (1894)
- Орден Святого Станислава 1 степени (1901)
- Орден Святой Анны 1 степени (1904)
- Орден Святого Владимира 2 степени (после 1904)

Иностранные
- Орден Льва и Солнца 3 степени (1873, Персия)
- Орден Красного Орла 2 степени (1890; Пруссия)
- Орден Железной короны 2 степени (1897; Австро-Венгрия)
- Орден Короны 2 степени (1897; Пруссия)
- Офицер ордена Почётного легиона (1897; Франция)
- Командор ордена Звезды (1899; Королевство Румыния)
- Великий офицер ордена Короны Италии (1903; Королевство Италия)